# Mellersta Roslags domsaga
Mellersta Roslags domsaga, före 1870 benämnd Lyhundra, Sjuhundra, Frötuna och Länna, Bro och Vätö domsaga, var en domsaga i Stockholms län. Den bildades 1863 från Lyhundra, Sjuhundra, Frötuna och Länna och Närdinghundra domsaga och upplöstes 1971 i samband med tingsrättsreformen i Sverige. Domsagan överfördes då till Norrtälje tingsrätt.
Norrtälje stads rådhusrätt upphörde den 1 januari 1948 (enligt beslut den 18 juli 1947) och staden lades då under Mellersta Roslags domsaga.
Domsagan lydde under Svea hovrätts domkrets.

## Härader/Skeppslag
Domsagan omfattade Bro och Vätö skeppslag, Frötuna och Länna skeppslag, Lyhundra härad och Sjuhundra härad

## Tingslag
Den 1 januari 1901 (enligt beslut den 30 december 1899) slogs samtliga tingslag i domsagan ihop för att bilda Mellersta Roslags domsagas tingslag.

### Från 1863
- Bro och Vätö skeppslags tingslag
- Frötuna och Länna skeppslags tingslag
- Lyhundra tingslag
- Sjuhundra tingslag

### Från 1901
- Mellersta Roslags domsagas tingslag

## Häradshövdingar
- 1863-1874 Fredrik Isberg
- 1874-1903 Justus Nathanael Freding
- 1904-1934 Ernst Löfgren
- 1935–1958 Petrus Grufman
- 1958–1970 Björn Marcus